# مرسل مستقبل

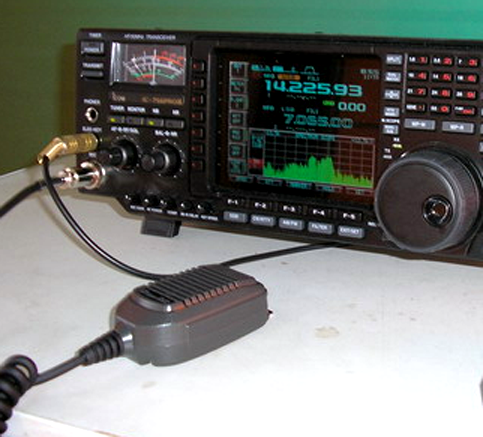
جهاز إرسال واستقبال حديث عالي التردد مع محلل طيف وقدرات معالجة رقمية للإشارة

مُرْسِل مُسْتَقبل (Transceiver) في الاتصالات اللاسلكية، يعد جهاز الإرسال والاستقبال جهازًا قادرًا على إرسال واستقبال المعلومات عبر وسيط إرسال. إنه مزيج من جهاز إرسال وجهاز استقبال، ومن هنا جاء اسم جهاز الإرسال والاستقبال. عادة ما يتم النقل عبر موجات الراديو، ولكن يمكن أيضًا استخدام أقمار الاتصالات والتوصيلات السلكية وأنظمة الألياف الضوئية.
تستخدم أجهزة إرسال واستقبال التردد اللاسلكي (RF) على نطاق واسع في الأجهزة اللاسلكية. على سبيل المثال، تستخدمها الهواتف المحمولة للاتصال بالشبكات الخلوية. تشمل الأمثلة الشائعة الأخرى أجهزة الاتصال اللاسلكي وأجهزة الراديو CB. من خلال الجمع بين جهاز استقبال وجهاز إرسال في جهاز واحد مدمج، يسمح جهاز الإرسال والاستقبال بمرونة أكبر مما يمكن أن يوفره أي منهما بشكل فردي.
على الرغم من الاستخدام الواسع لأجهزة الإرسال والاستقبال، إلا أن أحد الأنظمة الشائعة التي لا يستخدمها هو راديو FM. في راديو FM ، يعتبر استقبال البيانات وإرسالها عمداً وظيفتين منفصلتين. تنقل محطات الراديو الموسيقى والأخبار والبيانات الأخرى عبر إشارات موجات الراديو التناظرية (ومؤخرًا الإشارات الرقمية) وتستقبل أجهزة راديو FM في المنازل والسيارات هذه الإشارات ليستمتع بها المستمعون. هذا النظام يقيد من يسمح له بالبث.

## قراءة معمقة
- John Stone Stone (1902). Apparatus for simultaneously transmitting and receiving space-telegraph signals (PDF) (Report) (بالإنجليزية). Archived from the original (PDF) on 2020-10-03.
- 7 MHz SSB transceiver نسخة محفوظة 4 مارس 2006 على موقع واي باك مشين. بالإنجليزية